# قبطان ناكارا
قبطان ناكارا هو فيلم كوميدي كيني عام 2012. يُعد الفيلم اقتباسًا للمسرحية الألمانية "قبطان كوبينيك" للكاتب كارل تسوكماير، والتي تستند في حد ذاتها إلى قصة حياة فيلهلم فويغت، وهو مجرم صغير انتحل شخصية هاوبتمان (قبطان) في برلين عام 1906.

## الحبكة
أطلق سراح البلطجي الصغير مونتو (برنارد سفاري) للتو من السجن في دولة ناكارا الأفريقية الخيالية. بعد فترة وجيزة يقع في حب ابنة واعظ ويكره أن يخبرها بماضيه المظلم فيتظاهر بأنه رجل أعمال ناجح. من هناك تدور الكذبة في وجهه مُخفيًا غطاء النقيب العسكري ناكارا، مما يؤدي إلى تغييرات ليس فقط بالنسبة له، ولكن أيضًا للأمة بأكملها.

## طاقم العمل
- برنارد سفاري في دور مونتو
- شيرلين وانجاري بدور منى
- تشارلز كياري في يوم الأحد
- تشارلز بوكيكو بدور الجنرال لومومبا
- باتريك أوكيتش كقائد
- جويل أوتوخو في دور بالاد مونجر
- لوسي وانغي غيتشومو في منصب موظف الخدمة المدنية
- إفرايم موريثي كسياج
- إيفانز موثيني في دور السجان
- آن نجاتي في دور واغويو
- فيرونيكا واسيكي بدور مساعد المتجر
- كان جيم مالك كشك
- جوزيف أوليتا[5] (غير معتمد) بصفته والد زوجة مونتو[6]

## روابط خارجية
- قبطان ناكارا  في قاعدة بيانات الأفلام على الإنترنت (بالإنجليزية)
- قبطان ناكارا في روتن توميتوز.